# الیم
الیم (به هلندی: Alem) یک سکونتگاه مسکونی و روستا در هلند است که در Maasdriel واقع شده‌است.

## خصوصیات
الیم ۶۳۶ نفر جمعیت دارد.